# Леапаи, Алекс
Алекс Леапаи (англ. Alex Leapai), род. 16 октября 1979) — австралийский боксёр-профессионал, самоанского происхождения, выступавший в тяжёлой весовой категории (англ. Heavyweight). Чемпион Азии по версии OPBF (2007—2008). Бывший претендент на титул чемпиона мира.

## Профессиональная карьера
Леапаи дебютировал на профессиональном ринге в 2004 году. Первый год профессиональных боёв был для Алекса не самым удачным. Из шести поединков, два проиграл, два выиграл, а два свёл вничью. После второго поражения Леапаи отсидел шесть месяцев в тюрьме за драку с двумя охранниками ночного клуба.
Вернулся в ноябре 2006 года, и стал с высокой периодичностью нокаутировать всех своих соперников. Через год нокаутировал Нейтона Бриггса и завоевал свой первый титул, чемпиона тихоокеанского региона по версии OPBF в тяжёлом весе. Во второй защите титула встретился с опытным джорнименом, Колином Уилсоном. Большинство раундов были очень равными, и по итогам 12 раундов раздельным решением судей Леапаи потерпел третье поражение на профессиональном ринге.
Это поражение уже не сломило состоявшегося профессионала, и уже через месяц Леапаи в рейтинговом поединке нокаутировал опытного боксёра, бывшего чемпиона Африки, Мохамеда Аззауи (23-2-2).

### Бой с Трэвисом Уолкером
Продолжая побеждать своих соперников преимущественно нокаутом, 30 июня 2010 года вышел на ринг с известным американским боксёром, Трэвисом Уолкером. Американец очень агрессивно начал поединок и в 3-м раунде послал австралийца на канвас, но Леапаи выровнял бой, и нокаутировал Уолкера в 4-м раунде.

### Бой с Оуэном Бека
Через полтора месяца, Леапаи нокаутировал бывшего претендента на титул чемпиона мира, ямайца, Оуэна Бека (29-5).

### Бой с Дарнеллом Уилсоном
4 декабря 2010 года Алекс победил по очкам известного американского джорнимена, Дарнелла Уилсона.

### Бой с Питером Охелло
17 апреля 2011 года Леапаи нокаутировал в третьем раунде боксёра из Уганды, бывшего претендента на титул чемпиона мира, Питера Охелло, и завоевал титул чемпиона Австралии по версии IBF.
В октябре 2011 года Леапаи нокаутировал мощным апперкотом российского гиганта, бывшего чемпиона по кикбоксингу, Евгения Орлова.

### Бой с Кевином Джонсоном
В апреле 2012 года встретился с ещё одним бывшим претендентом на титул чемпиона мира, американцем, Кевином Джонсоном. Первую половину боя австралиец выглядел уверенней, но американец перехватил инициативу и отправил в 9-м раунде Леапаи в нокдаун. Австралиец не смог оправиться от потрясения, и после нокдауна Джонсон начал избивать Леапаи, после чего рефери вмешался и прекратил бой, зафиксировав победу Джонсона техническим нокаутом.
Леапаи долгое время не выходил на ринг и в декабре 2012 года нокаутировал в 5-м раунде боксёра из Узбекистана Акмала Асланова и завоевал азиатский и тихоокеанский титул по версии WBO.

### Претендентский бой с Денисом Бойцовым
23 ноября 2013 года Алекс Леапаи вышел на ринг с не имеющим поражений российским боксёром Денисом Бойцовым, который занимал первую строчку рейтинга по версии WBO. Леапаи занимал 7-ю строчку. Поединок планировался как проходной для Бойцова, чтоб вывести его на чемпионский бой с Владимиром Кличко, и даже коэффициент на победу Леапаи составлял всего 1 к 9, но в ринге всё вышло иначе. Алекс Леапаи победил по очкам россиянина Дениса Бойцова, предварительно отправив дважды на канвас небитого россиянина и нанёс ему первое поражение в карьере. Защитил пояс по версии WBO Asia Pacific и завоевал статус обязательного претендента на титул чемпиона мира по версии WBO.

### Чемпионский бой с Владимиром Кличко
26 апреля 2014 года Алекс провёл бой за титулы WBA (super), WBO, IBF, IBO и The Ring с украинцем Владимиром Кличко. Претендент ничего не смог противопоставить в ринге чемпиону. В первом раунде Алекс попробовав сблизить дистанцию пропустив три джеба подряд упал в нокдаун. Далее австралиец старался действовать более осторожно, но принимал почти все удары выброшенные Владимиром. В 5-м раунде Леапаи выбросил размашистый свинг, Кличко с лёгкостью увернулся от него, но немного оступился и попятился назад. после этого Владимир стал действовать более агрессивно и отправил двойкой Леапаи в нокдаун. Австралиец смог подняться, но следом такой же двойкой Кличко нокаутировал претендента в абсолютно одностороннем бою.

### Бой с Маликом Скоттом
Алекс Леапаи выглядел в этом бое очень плохо, был малоподвижным и не поспевал за противником, в результате Малик Скотт уверено выиграл каждый раунд в поединке. По окончании боя всё судьи единогласно отдали победу в пользу американца 98:92, 99:91 и 100:90.

### Бой с Мануэлем Чаром
В ринге с Леапаи Чарр выглядел более чем хорошо. Он проводил хорошие комбинации, отлично двигался на ногах. Преградой для него стал только его вес, но при желании Мануэль отлично двигался в ринге. Как итог этого «всплеска» от немца Леапаи потерпел поражение единогласным решением судей.

### Бой с Томасом Пеатой
38-летний боец за три неполных раунда забил новозеландского малоизвестного боксера Томаса Пеато (2-6, 0 КО). Незадолго до отмашки рефери джорнимен побывал в нокдауне. Итог: ТКО 3

### Бой с Роджером Изонритеи
13 декабря в Брисбене вышел на ринг против нигерийского боксёра Роджера Изонритеи 12-6-1, (11 KO). Второй поединок Леапаи после его возвращения на ринг завершился не так, как ему хотелось. Бой был остановлен в третьем раунде из-за открывшегося у нигерийца рассечения, и в поединке была зафиксирована ничья.
Сам Леапаи заявил о намерении опротестовать это решение, поскольку доминировал в ринге на протяжении двух с половиной раундов, которые длился бой, сообщает BoxingScene.

### Реванш с Роджером Изонритеи
Спустя восемь месяцев после неудовлетворительной технической ничьи в поединке против нигерийского джорнимена Роджера Айзонритеи (12-7-1, 11 КО) времени зря не тратил, и «грохнул» 43-летнего падучего оппонента уже в 1-м раунде матча-реванша. Поединок закончился нокаутом на последней секунде трехминутки. Айзонритеи проиграл нокаутом во всех семи поражениях.

### Бой с Джозефом Паркером
Вышел на бой против бывшего чемпиона мира Джозефа Паркера (26-2, 20 КО) . Алекс шел андердогом и бросался в атаки размашистыми и медленными наскоками, амплитудными и читаемыми оверхэндами. Паркер легко уходил от наскоков австралийца, перехватывал, работал по корпусу, зажимал у канатов, запустил парочку неплохих апперкотов и хуков в обход блока. Единственное, чем запомнился Леапаи — крутой держалкой. И сам Паркер, похоже, решил, что завалить ветерана не получится: работал экономно, в удары вкладывался не часто, практически прекратил зажимать у канатов и окучивать волнами атак, но в 10-м раунде рефери принял весьма спорное решение остановить бой. Паркер ТКО 10. Больше на ринг не выходил.